# Biserica de lemn Sfinții Arhangheli Mihail și Gavriil din Oroiu

Biserica Sf. Arhangheli Mihail și Gavriil din Oroiu, secțiune longitudinală

Biserica Sf. Arhangheli Mihail și Gavriil din Oroiu - plan

Biserica de lemn Sfinții Arhangheli Mihail și Gavriil din Oroiu, comuna Band, județul Mureș. 
A fost o biserică din lemn, de rit greco-catolic, care a fost mistuită de flăcări în totalitate de un incendiu în data de 19 decembrie 1976. 

## Istoric
Biserica de la Ungureni, Nr, administrativ Oroiu 52, a fost ridicată pe coasta unei coline în anii 1690-1720, reparată și renovată cu lucrări foarte complexe de lărgire și extindere, în lungime și lățime. În decursul celor peste 285 de ani, această veche biserică românească, greco-catolică, a suportat mai multe reparații și renovări, cu extinderi și construcția unui turn de clopotniță, înalt, inclusiv picturile de pe tavanul (bolta) bisericii, lărgire și alungiri. In anul 1832 a fost realizată pictura murală pe pânză, în interior pe toată suprafața plafonului. Apoi în anul 1883 s-a făcut o renovare de proporții construindu-se turnul clopotniței bisericii, lipit de peretele bisericii din partea de vest a edificiului. Ultimele reparații de anvergură au fost realizate în perioada 1952-1955, cu fonduri obținute de la Consiliul Raionului Luduș. Acestea au fost executate în baza desenelor tehnice întocmite de inginera Szabo Ecaterina, desene prezentate în anexe. După terminarea acestor lucrări, executate sub supravegherea inginerei Szaba Ecaterina, , lucrări de mare importanță, în anul 1955 Ministerul Culturii a întocmit actele necesare pentru propunerea de încadrare a acestei biserici de lemn, în categoria Monumentelor Istorice Religioase, după care Consiliul de Miniștri a aprobat această propunere prin Hotărârea cu Nr. 1160/1955, poziția 697. Încadrarea acestei biserici în această categorie a avut o importanță deosebită din punct de vedere istoric pentru Satul Oroiu, acest mare eveniment cultural făcându-ne cunoscuți în lumea bisericească și am început să fim cunoscuți chiar și peste granițele țării. În anul 1976, când au început lucrările de renovare , având deja toate aprobările necesare, inclusiv fondurile acordate, majoritatea lucrurilor de valoare din Biserica Monument istoric au fost puse la adăpost de preotul paroh Ghira Vasile (cărți, registre, inclusiv Cazania lui Varlaam, scrisă în anul 1643 )În urma incendiului devastator, care a distrus și ars până la temelii întreaga construcție, sub mormanul de cenușă s-a descoperit o mică și ultimă religvă în locul unde a fost altarul bisericii și anume, piciorul de susținere a mesei rotunde din altar, iar în partea vestică,a altarului, în tinda dinspre apus a bisericii, a rămas o parte a zidului monumentului, construit din bolovani de gresie nisipoasă, lângă care a fost amplasată construcția turnului clopotniței în anul 1883.
Din cercetările făcute  prin intermediul corespondenței cu Biblioteca Academiei române, bibliotecile din Alba Iulia, Blaj și Biblioteca Județeană Târgu Mureș, rezultă că în timpul anului 1332 Biserica de la Roma a trimis în perioada aceea perceptori, care să colecteze dijmele papale și din satul nostru care se numea pe atunci „Sacerdos de Vrey”, papă fiind atunci Ioan al XXIII-lea, 1316-4 octombrie 1334. Cu ocazia strângerii acestor dijme papale a ajuns și satul nostru Oroiu, să fie trecută în scripte. Așadar, acesta a fost pentru noi un eveniment de o deosebită importanță, a fost actul de naștere demonstrativ de existentă. A străbunilor noștri pe aceste meleaguri, pe teritoriul Principatului Ardeal. A fost și este prima atestare scrisă a localității noastre (a se vedea dicționarul scris de Coriolan Suciu – Denumiri ale localităților din Ardeal ) Din materialele studiate, nu s-a găsit nicio sursă care să ateste că în secolele XIV-XV ar fi existat vreun lăcaș de cult, în cele două părți ale satului, adică Româneni și Ungureni. Primele surse de informație care ne dau speranța existenței unor lăcașuri de cult. Indiferent de ce natură, Ortodoxă sau Greco-Catolică, sunt cărțile scrise de Ioan Eugen Man (Biserici de lemn ale Românilor din Ținuturile Mureșene) și (Biserici de lemn din Județul Mureș- Monumente de artă populară românească) și Nicolae Băciuț cu Dicționar de monumente- Biserici de lemn din Județul Mureș.